# Vyborg
Vyborg (Russisch: Выборг; Fins: Viipuri; Zweeds: Viborg; Nederlands vroeger: Wijburg, Wiborg) is de op een na grootste stad van de Russische oblast Leningrad, vlak bij de Finse grens aan de Finse Golf. De stad heeft eeuwenlang bij Zweden en later Finland behoord. Vyborg ligt op de Karelische Landengte in de oblast Leningrad en heeft ongeveer 70.000 inwoners.

## Geschiedenis
Al in de prehistorie hebben de Kareliërs zich in dit gebied gevestigd. De geschiedenis van Vyborg zelf begint als er in 1293 een kasteel wordt gebouwd door Zweedse troepen. Om het kasteel wordt hevig gevochten door de Zweden, die ook Finland in handen hebben, en troepen uit de Russische stad Novgorod (Republiek Novgorod). In het Verdrag van Nöteborg wordt in 1323 een grens tussen Zweden en Novgorod bepaald. Vyborg komt in Zweden te liggen.

### Russisch
Na de Grote Noordse Oorlog komt de stad in 1721 in het Russische Rijk te liggen. Nadat heel Finland in 1808 door de Russen werd veroverd, kwam Vyborg in het grootvorstendom Finland te liggen, dat nu onder Russisch gezag viel.

### Finland
Finland verklaarde zich na de Russische Revolutie onafhankelijk, waardoor Vyborg in 1917 in de onafhankelijke republiek Finland kwam te liggen. Vyborg was hierna onder de naam Viipuri de tweede stad van het land, met in 1939 ongeveer 80.000 inwoners.

### Sovjet-Unie
Toen Finland na het begin van de Tweede Wereldoorlog door de Sovjet-Unie werd aangevallen, moest de stad bij de Vrede van Moskou (1940) worden afgestaan aan de Sovjet-Unie. Finse troepen heroverden de stad in 1941, maar in 1944 werd zij weer door de Sovjet-Unie ingenomen. Vrijwel alle Karelisch/Finse inwoners werden de stad uitgejaagd. Vyborg werd bevolkt door mensen uit de hele Sovjet-Unie. De stad lag toen in de Karelo-Finse SSR, die in 1956 bij de Russische SFSR werd gevoegd en na de val van het communisme onderdeel werd van Rusland.

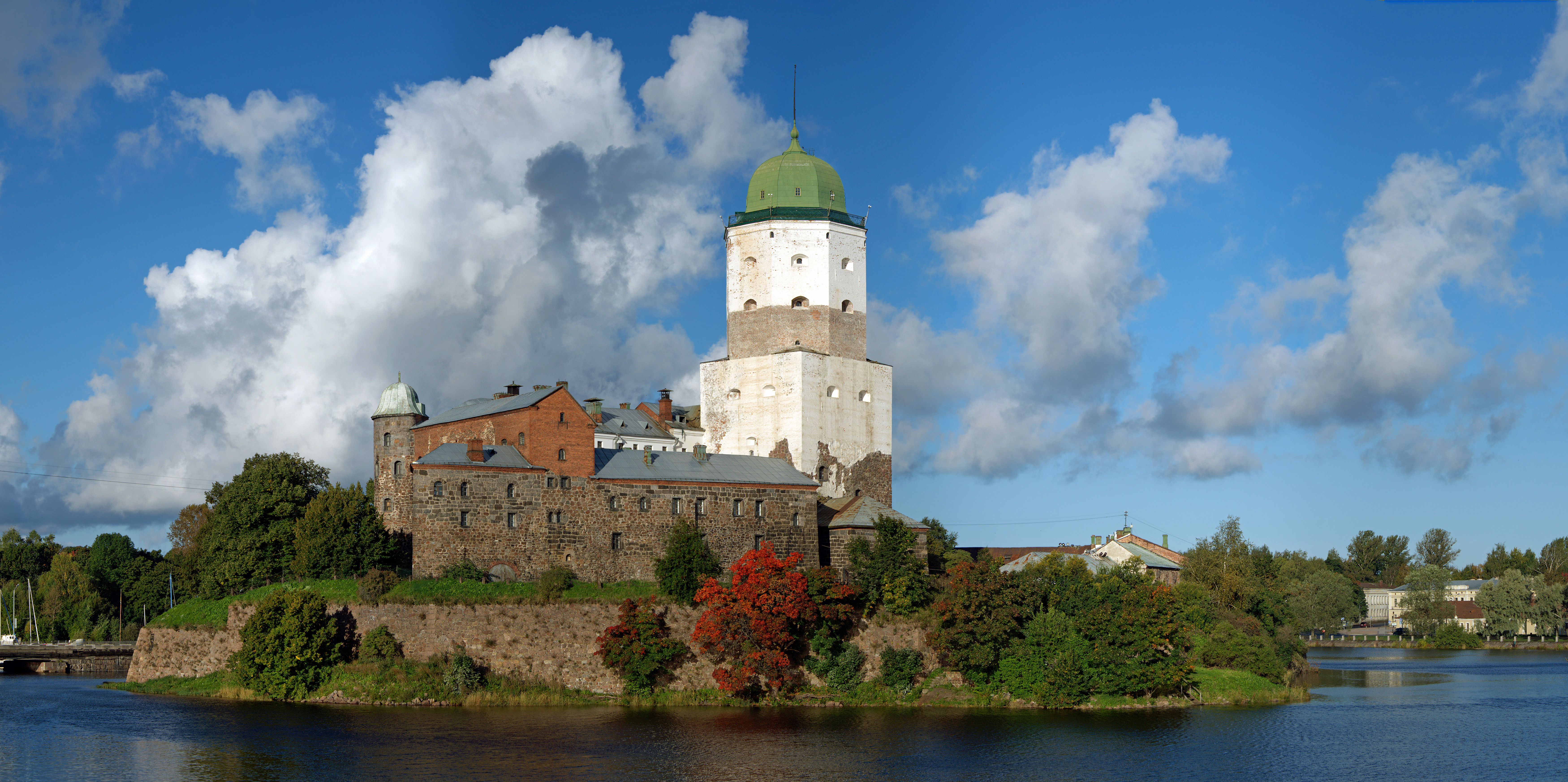
Kasteel van Vyborg

## Het huidige Vyborg
Vyborg heeft een fraaie oude binnenstad, met vele monumenten die herinneren aan de roerige geschiedenis. De belangrijkste trekpleister van de stad is het kasteel. Verder is er de bibliotheek, die in 1934-1935 gebouwd werd naar een ontwerp van de Finse architect Alvar Aalto. De monumenten hebben echter wel te lijden gehad onder verwaarlozing tijdens de Sovjetperiode. Bijzonder is ook het landschapspark Monrepos met zijn voor de gehele regio unieke in hout opgetrokken landhuis, bijzondere rotsformaties en weelderige flora en fauna.
Handel is een voorname bron van inkomsten voor de stad. De stad ligt aan de spoorweg en E18 van Helsinki naar Sint-Petersburg. Ook heeft de stad een haven aan de Finse Golf.

## Geografie

### Klimaat
| Maand                       | jan   | feb   | mrt   | apr   | mei  | jun  | jul  | aug  | sep  | okt   | nov   | dec   | Jaar  |
| --------------------------- | ----- | ----- | ----- | ----- | ---- | ---- | ---- | ---- | ---- | ----- | ----- | ----- | ----- |
| Hoogste maximum (°C)        | 6,9   | 8,4   | 13,8  | 22,1  | 29,0 | 32,9 | 34,6 | 33,4 | 26,0 | 17,1  | 12,0  | 8,6   | 34,6  |
| Gemiddeld maximum (°C)      | −4,2  | −4,1  | 0,6   | 7,1   | 14,7 | 19,3 | 22,2 | 20,2 | 14,5 | 7,9   | 1,8   | −1,7  | 8,2   |
| Gemiddelde temperatuur (°C) | −7,0  | −7,3  | −3,0  | 3,3   | 10,3 | 15,3 | 18,3 | 16,5 | 11,3 | 5,5   | −0,2  | −4,2  | 4,9   |
| Gemiddeld minimum (°C)      | −9,9  | −10,5 | −6,5  | −0,6  | 5,9  | 11,2 | 14,3 | 12,7 | 8,0  | 3,2   | −2,2  | −6,7  | 1,6   |
| Laagste minimum (°C)        | −36,8 | −32,4 | −28,2 | −18,6 | −4,6 | 0,1  | 5,8  | 2,5  | −3,9 | −11,4 | −21,0 | −29,3 | −36,8 |
|                             |       |       |       |       |      |      |      |      |      |       |       |       |       |
| Neerslag (mm)               | 49,1  | 37,9  | 38,1  | 32,6  | 41,0 | 64,4 | 69,2 | 83,6 | 70,1 | 76,5  | 71,8  | 66,9  | 701,2 |
| Bron: Погода Выборг         |       |       |       |       |      |      |      |      |      |       |       |       |       |

## Geboren in Vyborg
- Kaarlo Bergbom (1843-1906), Fins theaterdirecteur en literatuurwetenschapper
- Eero Järnefelt (1863-1937), Fins kunstschilder
- Armas Järnefelt (1869-1958), Fins componist en dirigent
- Kaj Franck (1911-1989), Fins ontwerper
- Max Jakobson (1923-2013), Fins VN-diplomaat en schrijver-journalist
- Ossi Runne (1927-2020), Fins trompettist, componist, platenproducer en dirigent (als zodanig 22 keer op het Eurovisie Songfestival tussen 1966 en 1989)
- Sirppa Sivori-Asp (1928-2006), Fins actrice, zangeres, regisseuse en poppenspeelster
- Oiva Toikka (1931-2019), Fins ontwerper
- Yrjö Kukkapuro (1933-2025), Fins ontwerper
- Martti Ahtisaari (1937-2023), president van Finland (1994-2000), VN-diplomaat en Nobelprijswinnaar (2008)
- Vjatsjeslav Jekimov (1966), wielrenner
- Jevgeni Berzin (1970), wielrenner
- Aleksandr Serov (1982), wielrenner
- Vitali Petrov (1984), Formule 1 coureur
- Aleksei Kangaskolkka (1988), Fins voetballer
- Aleksandr Vlasov (1996), wielrenner

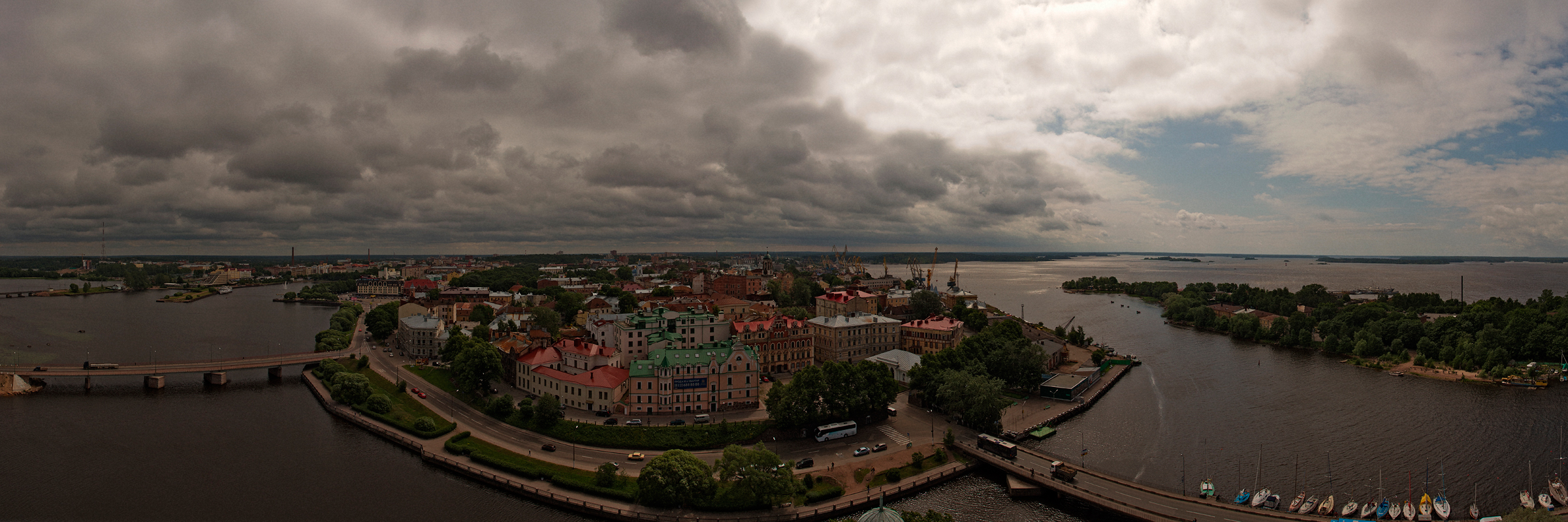
Zicht over Vyborg gezien vanaf de Sint Olaftoren

- Roman Ermakov (2004), wielrenner